# 西安外事学院
西安外事学院 (XAIU、Xi’an International University) は、中華人民共和国陝西省西安にある、中国国家教育部により認可された私立学院。1992年に創設された。
8つの学院(学部)から成り、27年間発展を続け、経済学・文学・経営学・工学・農学・医学の計7分野学科計67コースを設けた総合大学である。
学園規模は、校舎の敷地面積が126万平方メートルにも及ぶ。在校生は20,000余名、教職員は1,700人が所属している。2020年現在、学院には20万人余りの卒業生が出ている。

## 学園文化
|            | 値 |
| ---------- | --- |
| ビジョン   | 「学習は年配者幼児なし、学校は大小なし 教育は上下なし 育成は国境なし 人間は誰でも理想な教育を受けることができます。」 |
| ミッション | 「魚化龍」(化鱼成龙)                                                                                                  |
| モットー   | 「多元吸収、奮闘独創                                                                                                  |
| 学校精神   | 「愛崗敬業 感恩奉献」                                                                                                 |

### 伝説
西安外事学院は「魚化龍」というところに位置し、「魚化龍」として、「魚化龍」のように夢を叶える。「魚化龍」は学園文化の核と精神である。
XAIUが位置している魚化寨は周武王と「雨花姫」が天を祭るところである。学校を設立した当時、ここで仰韶文化遺跡が発掘されたので、公園を作った。唐の時代、都に科挙を受けにきた挙子は鯉が竜門に登るように立身出世ができるようにここで祈っていた。その後、「雨花」を「魚化」に改名した。ここに来た人たちは、何事も成就し、己の運命を変えて成功した。